# Quarnbek
Quarnbek est une commune de l'arrondissement de Rendsburg-Eckernförde, Land de Schleswig-Holstein.

## Géographie
La commune se situe sur le Canal de Kiel, relié par le canal d'Achterwehr à l'Eider.
Elle regroupe les quartiers de Dorotheenthal, Flemhude, Heitholm, Holm, Landwehr, Rajensdorf, Reimershof, Stampe, Strohbrück et Ziegelhof.
La commune est traversée par le 10e méridien est. Un marquage est symbolisé sur les trottoirs.

## Histoire
Flemhude
Le nom de Flemhude vient des marchands flamands qui transportaient leurs biens sur l'Eider. L'église Saints-Georges-et-Maurice est construite en 1240 sur un endroit stratégique sur le lac (de). Les apports rococos sont la contribution de Jean Henri Desmercières (de) qui a son tombeau dans l'église. L'autel est un don de Heinrich Kielmann von Kielmansegg, le fils de Johann Adolph Kielmann von Kielmannsegg (de), après l'intérieur ait été détruit durant la guerre de Trente ans. C'est une œuvre du sculpteur Theodor Allers.
Domaine de Quarnbek
Le domaine est mentionné pour la première fois en 1282. Le premier propriétaire connu est un chevalier Schak Rantzau. Le manoir est construit au XVIe siècle autour de douves. Le corps de garde est bâti par Hans Henrich von Kielmansegg en 1671. Il intensifie l'agriculture grâce à l'arrivée de réfugiés néerlandais. En 1733, Desmercières achète le domaine et le donne en héritage à sa demi-sœur. Le Wasserburg est détruit à la fin du XVIIIe siècle. Le manoir actuel date de 1903.
Le canal de l'Eider
Le canal de l'Eider (de) est construit entre 1777 et 1784. En élargissant le canal vers la mer Baltique, le niveau d'eau du lac de Flemhude (de) baisse de 7 m.